# Sint-Katherina-Lombeek
Sint-Katherina-Lombeek (plaatselijke uitspraak: Loemek) is een dorp,  gelegen in het Pajottenland, in de Belgische provincie Vlaams-Brabant en een deelgemeente van Ternat. Sint-Katherina-Lombeek was een zelfstandige gemeente tot aan de gemeentelijke herindeling van 1977. Het dorp is door woonwijken vastgegroeid aan het naburige Ternat.

## Geschiedenis
Sint-Katherina-Lombeek werd in 1222 voor het eerst als Lumbeka vermeld; het vormde nog een tijd een onderdeel van de parochie Wambeek, in het domein van Nijvel, hertogdom Brabant.
Na de opheffing van de heerlijkheid Ternat of Kruikenburg door de Fransen op het einde van de 18e eeuw werd Sint-Katherina-Lombeek een aparte gemeente, die in 1976 fuseerde met Ternat en Wambeek.
Uit de 18e eeuw dateren de Brabantse vierkanthoeves Hof ten Berg en Hof van Lombeek. Met het eerste hof verbonden was de nu nog bestaande watermolen met vijver Ten Berg. Voor de ingang van het tweede hof stond tot in de 17e eeuw het kleine kasteel van Lombeek. Een heer Jan van Lombeke streed in de Slag bij Woeringen in 1288 met hertog Jan I van Brabant. Achter de Sint-Katherinakerk bevindt zich de fraaie oude pastorij.
Tot het einde van de 18e eeuw was een groot deel van Lombeek nog bebost. Daaraan herinnert nog de naam van het gehucht Den Bos.
Het grootste bos heette Bosch van Overalphen, onderverdeeld in het grote Hertogenbosch en het kleine Affligembosch. Op het einde van de 20e eeuw heeft de overheid een klein deel van het Hertogenbos herbebost. Het draagt nu de volksetymologische naam Hertigembos, ontstaan door taalcontaminatie. Via een bruggetje over de Vlaanderbeek komt men in het Liedekerkebos.
In de 19e eeuw kreeg Sint-Katherina-Lombeek onder de naam Essene-Lombeek een station, nog voor Liedekerke-Teralfene. 
Mede daardoor, maar vooral door het rooien van de restanten van de voormalige bossen kon de bewoning op Essene-Winkel of Essene-Hoek uitbreiden.
Na de Eerste Wereldoorlog rooide men de laatste grote dreef van het Hertogenbos en zo ontstond de Nieuwbaan, de hoofdstraat van het gehucht Den Bos.

## Bezienswaardigheden
- De Sint-Catharinakerk
- De Sint-Jozefkerk  in het gehucht Den Bos, ten westen van Sint-Katherina-Lombeek
- De Plotermolen
- Een geklasseerde moerascipres
- Een geklasseerde zomerlinde

## Natuur en landschap
Sint-Katherina-Lombeek ligt in het Pajottenland op een hoogte van 17-37 meter. De plaats ligt aan de Lombeek.
In het westen vindt men het Hertigembos dat aansluit op het Liedekerkebos.

## Cultuur
- het Cultureel Centrum De Ploter met uitstraling in West-BrabantHet Cultureel Centrum De Ploter

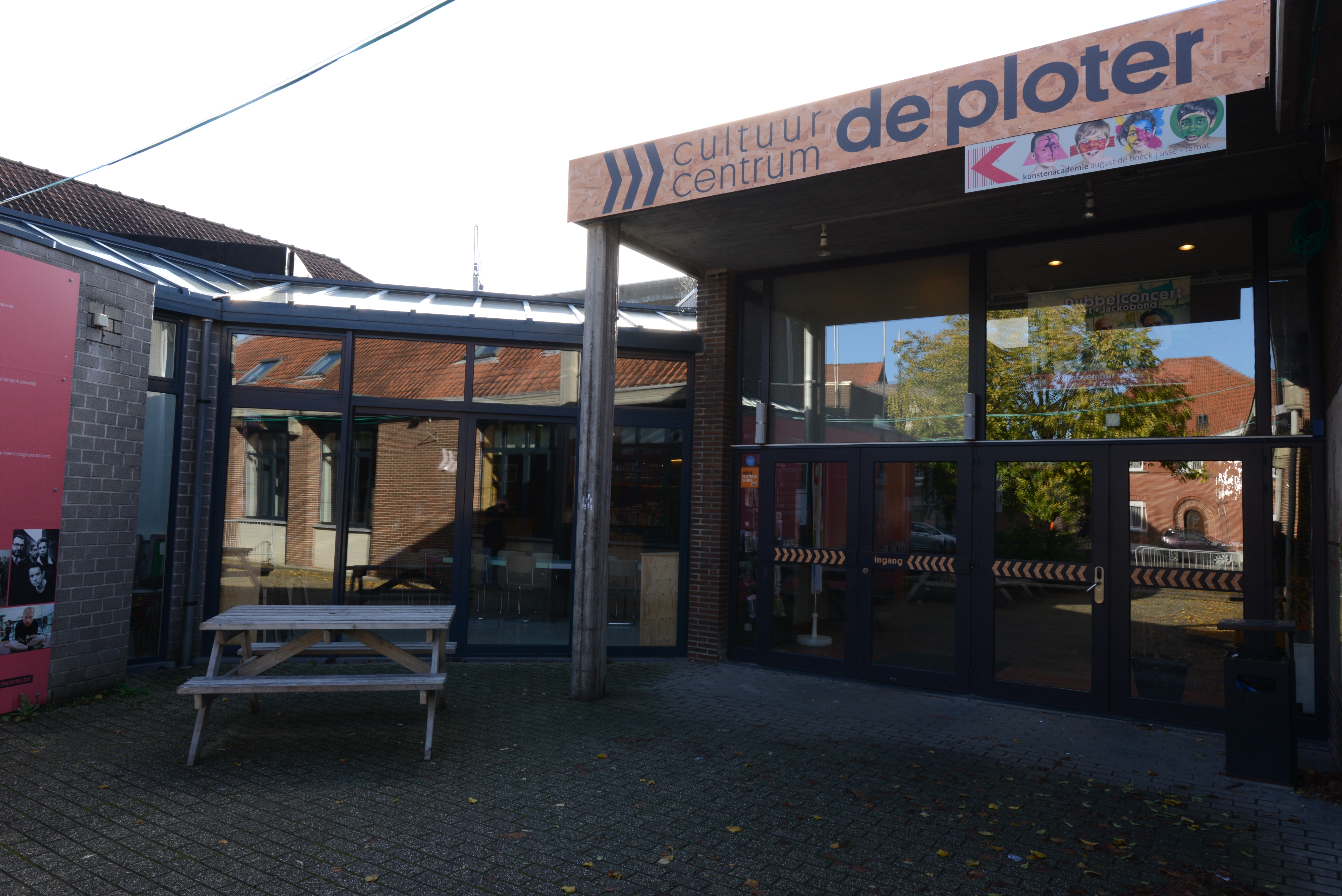
Het Cultureel Centrum De Ploter

## Demografische ontwikkeling
- Bronnen:NIS, Opm:1831 tot en met 1970=volkstellingen; 1976 = inwoneraantal op 31 december

## Bekende Sint-Katherina-Lombekenaars
- Emile van Dievoet, politicus en rechtsgeleerde
- Roger Coppens, voormalig profwielrenner.
- Dirk De Wolf, voormalig profwielrenner.

## Nabijgelegen kernen
Ternat, Asse, Essene, Teralfene, Borchtlombeek